# Döhren (Liebenburg)
Döhren ist eine Ortschaft in der Gemeinde Liebenburg und liegt im Landkreis Goslar in Niedersachsen. Sie besteht aus den historisch gewachsenen Dörfern Groß Döhren und Klein Döhren, die nach der Hauptsatzung der Gemeinde Liebenburg zwei Ortsteile innerhalb der Ortschaft Döhren bilden.

## Geographie
Döhren liegt am Südosthang des Salzgitter-Höhenzugs. Durch die Tatsache, dass Döhren aus zwei Ortskernen zusammenwuchs, erstreckt es sich auffallend länglich in das östlich gelegene Ackerland hinein. Klein Döhren verfügt mit seinen 420 Einwohnern über weniger als halb so viele wie Groß Döhren (872, 2018).
Folgende Orte umgeben Döhren:
| Heimerode | Liebenburg                                  | Neuenkirchen |
| Heißum    | Kompassrose, die auf Nachbargemeinden zeigt | Wehre        |
| Dörnten   | Hahndorf                                    | Weddingen    |

## Geschichte

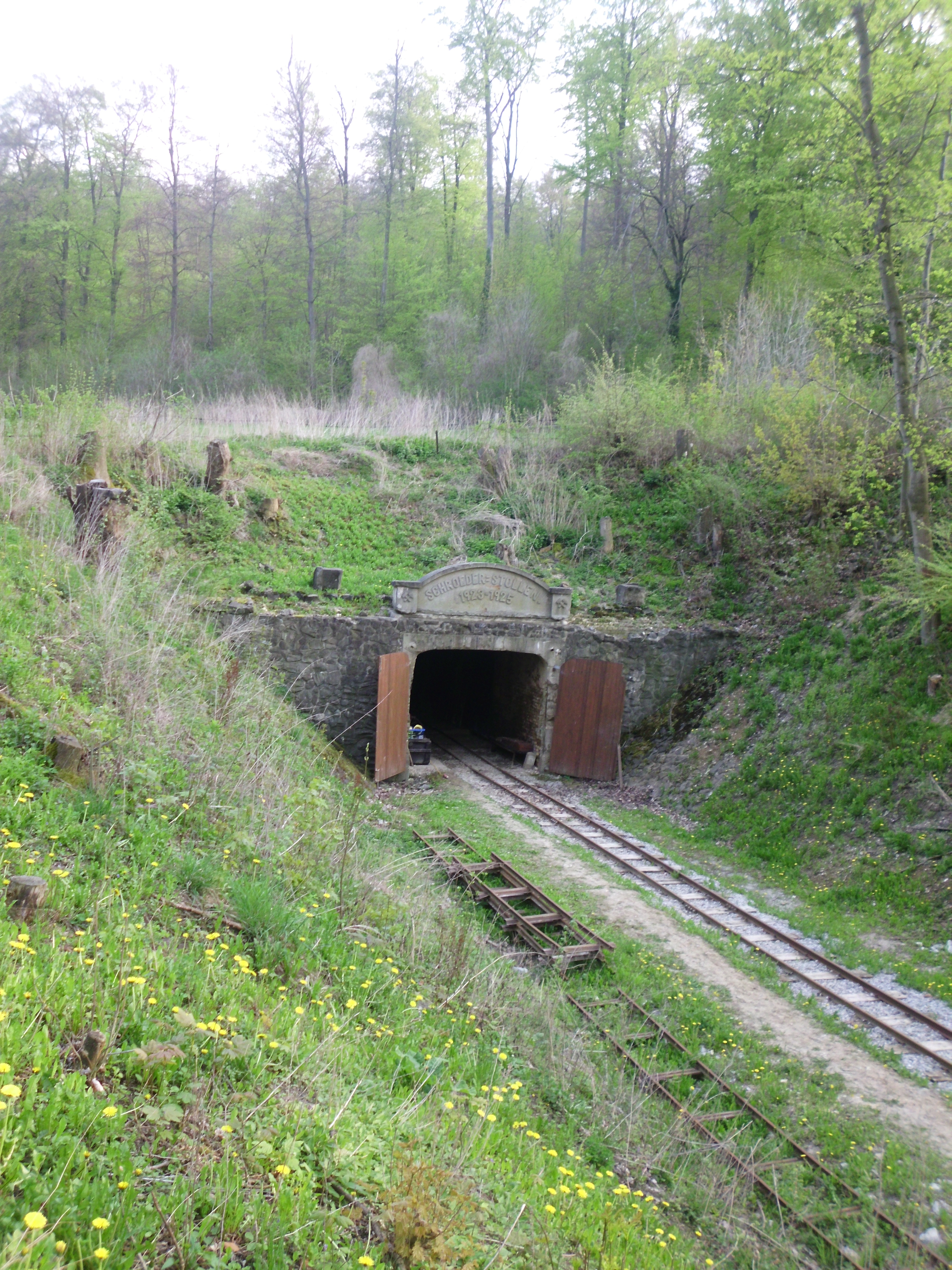
Mundloch des Schroederstollens

Am 29. Mai 1000 wird die Dorfschaft Durnede erstmals in einer Urkunde des Kaisers Otto III. erwähnt, der hier seinem Truchsess Esiko 3 Hufen (90 Morgen) Acker schenkte. Der Ort lag im Leragau. Aus den ältesten überlieferten Namensformen Durnede und Durnide entwickelte sich im Laufe der Jahrhunderte über Dhornede (1258), Dhornethe (1278) und Dornede (1325) die heutige Form Döhren. Die Edelherren von Meinersen waren in Döhren (Groß/Klein) begütert. Um 1220 gaben sie aus ihrem Eigenbesitz 3 Hufen Lehen an Ekbert von Dolbergen und seine Brüder. 2 Hufen Lehen an Engelbert von Eitzum. 2 Hufen Lehen um 1280 an die Brüder Anno und Heinrich von Gowische sowie ½ Hufe Lehen an Johannes von Rorsdorf.
Der Bevölkerungszuwachs in Döhren, dem späteren Groß Döhren, führte im 13. Jahrhundert zur Gründung des Nachbardorfes Klein Döhren. Im 14. Jahrhundert gab es auch eine Adelsfamilie in Döhren, die wohl auf einer heute nicht mehr erhaltenen Burg lebte. Im Zuge des Dreißigjährigen Krieges in der ersten Hälfte des 17. Jahrhunderts wurden auch hier alle Gebäude zerstört. In der Folge wurden viele Höfe, Fachwerkhäuser und Wege wiedererrichtet, sodass sich der Charakter des Dorfes bis heute erhalten hat. Im Gegensatz zu anderen Nebenortgründungen erreichte Klein Döhren zwischenzeitlich nahezu die Größe von Groß Döhren. So befanden sich im Jahr 1760 39 Haushalte in Groß Döhren und 36 Haushalte in Klein Döhren. Döhren lag im Amt Liebenburg des Hochstifts Hildesheim, das am 1. April 1885 im Landkreis Goslar aufging. Am 1. Juli 1972 wurde Groß Döhren in die Gemeinde Liebenburg eingegliedert.
Mit der Wahl eines gemeinsamen Ortsrates am 11. September 2016 und der Änderung der Hauptsatzung der Gemeinde Liebenburg erfolgte der Zusammenschluss von Groß Döhren und Klein Döhren zur neuen Ortschaft Döhren. Bereits viele Jahre zuvor waren die Wohngebiete von Groß Döhren und Klein Döhren zusammengewachsen.

### Döhrenhausen
Die Lage des Dorfes Döhren machte eine räumliche Ausdehnung nahezu unmöglich. Einige Kilometer südlich des heutigen Groß Döhrens entstand deshalb östlich von Dörnten die Siedlung Döhrenhausen. Dazu mussten große Teile des Waldes gerodet werden. Heute befinden sich an der Stelle nur noch ein Forsthaus und eine Abdeckerei. In dieser Zeit um 1278 entstand auch Klein Döhren, da in diesem Jahr das Wort Groß vor dem Namen Döhren erstmals erwähnt wurde.

### Bergbau
Zur Bergbaugeschichte des Ortes siehe auch: Grube Fortuna und Schroederstollen
Im angrenzenden Salzgitter-Höhenzug fand bis 1963 nahezu ein Jahrhundert lang Eisenerzbergbau statt, zuerst im Tagebau sowie später auch im Untertagebau. 1937 nahm die Eisenerzgrube „Morgenstern“ südlich in Richtung Hahndorf ihren Betrieb auf. 1963 wurde der Betrieb wegen Unrentabilität eingestellt, der Schacht 1964 verfüllt. In den darauffolgenden Jahren wurden Chemikalienabfälle unsachgemäß in dem Tagebau entsorgt; zwischen 1972 und 1993 nutzte der Landkreis Goslar das Gelände als Hausmülldeponie. Die einst entsorgten Chemikalien machen bis heute Nachsorgearbeiten zur Überwachung des Grundwassers notwendig.
Am Ort befand sich auch eine Erzverladestelle für den Transport mit der Kleinbahn nach Ilsede.

## Politik

### Ortsrat
Der Ortsrat, der seit 2016 gemeinsam Groß Döhren und Klein Döhren vertritt, setzt sich aus sieben Mitgliedern zusammen. Die Ratsmitglieder werden durch eine Kommunalwahl für jeweils fünf Jahre gewählt.
Bei der Kommunalwahl 2021 ergab sich folgende Sitzverteilung:
| Ortsrat 2021Insgesamt 7 Sitze - SPD: 5 - CDU: 2 |

### Ortsbürgermeister
Ortsbürgermeisterin für Döhren ist Erika Miethe (SPD).

### Wappen
Groß Döhren und Klein Döhren verfügen über eigene Wappen. Das Wappen von Groß Döhren ähnelt einem abgewandelten Drudenfuß (fünfspitziger Stern), dem aber die Verbindung der oberen Spitzen fehlt. Die beiden freien Spitzen laufen hier in die Symbole des Bergbaus, also Schlägel und Eisen aus. Sie erinnern damit an die nahe Grube Fortuna, die von 1868 bis 1963 der Arbeitsplatz für viele Einwohner war. Der Drudenfuß wurde dem Siegel des wohl aus Döhren stammenden Goslarer Patriziers Bartold von Döhren von 1307 entnommen. Das Wappen wurde 1961 eingeführt.
Das Wappen Klein Döhrens ist eine Referenz an die wichtigsten Erwerbszweige der Einwohner. Die Ähren weisen auf die Landwirtschaft, die seit der Gründung bestimmend für das Dorf war. Und Schlägel und Eisen, die Werkzeuge des Bergmanns, erinnern an die nahe Grube Morgenstern, dessen Eisenerzlager Mitte des 19. Jahrhunderts entdeckt worden war und die bis 1963 betrieben wurde. Das Wappen wurde 1981 angenommen und erhielt 1998 seine heutige schwarz-goldene Farbgebung.

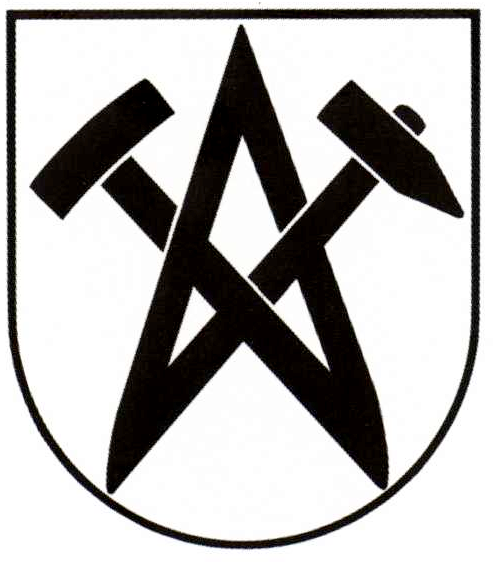
Wappen von Groß Döhren
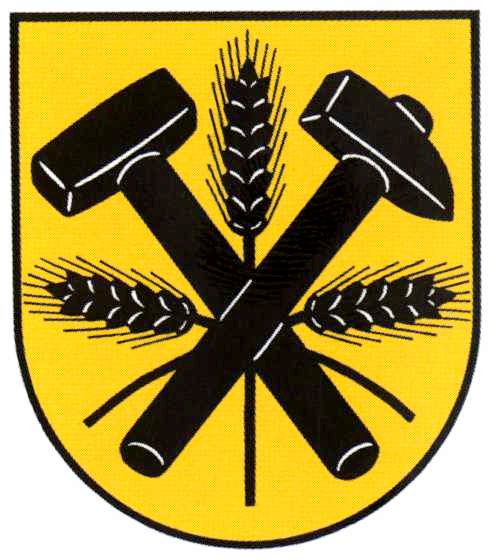
Wappen von Klein Döhren

## Wirtschaft und Infrastruktur

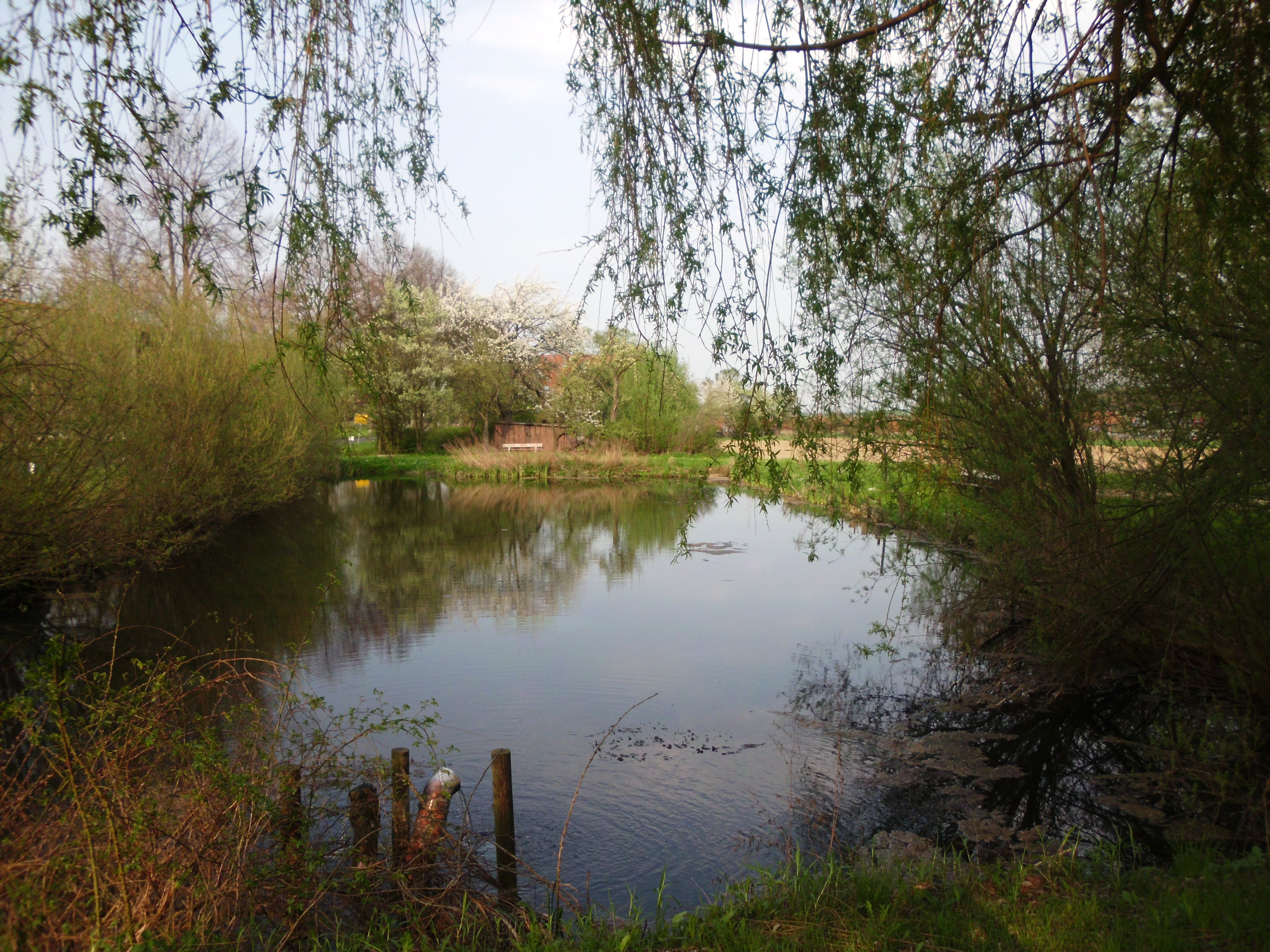
Teich am Ortsrand von Klein Döhren

### Verkehrsanbindung
Döhren liegt an der Landesstraße 510, die das Dorf mit Liebenburg, Groß Mahner und Salzgitter-Bad im Norden bzw. Nordwesten sowie mit Weddingen und Vienenburg im Südosten verbindet. Hinzu kommt eine Kreisstraße, die nach Hahndorf und Goslar im Süden führt.

## Sehenswürdigkeiten
Das Pfarrhaus ist das älteste Gebäude Groß Döhrens. Es stammt aus dem Jahr 1625 und überstand damit den Dreißigjährigen Krieg. Von der Kirche blieb nur ein Teil des Turmes erhalten. Sie wurde ab 1670 nahezu neu erbaut. Die Turmspitze wurde 1870 erneuert.

### Kirche Klein Döhren
In Klein Döhren wurde die erste Kirche bereits kurz nach der Ortsgründung errichtet und gehörte zur Pfarrstelle in Groß Döhren. Als sie zu klein geworden war, wurde diese Kirche im 19. Jahrhundert abgerissen. Der Wehrturm blieb erhalten und das Kirchenschiff wurde in den Jahren 1858/59 neu errichtet. Der mittelalterliche Altarblock wurde in die Kirche wieder aufgebaut. Dasselbe gilt für eine steinerne Wappentafel der Herren von Schwicheldt, die in der Sakristei vermauert wurde. Das Schulhaus der Kirchengemeinde dient heute als Veranstaltungsort.